# Rheumaptera dubiferata
Rheumaptera dubiferata är en fjärilsart som beskrevs av Walker 1862. Rheumaptera dubiferata ingår i släktet Rheumaptera och familjen mätare. Inga underarter finns listade.